# Juliano de Cesareia
Juliano (em latim: Iulianus) foi um sofista romano do começo do século IV, ativo durante o reinado de Constantino (r. 306–337) e Constâncio II (r. 337–361). Era contemporâneo de Calínico e Edésio.

## Vida
Juliano era filho de Domno e nativo de Cesareia Mázaca na Capadócia. Lecionou em Atenas, onde excedeu os retores Apsines e Epágato. Seus pupilos, dentre eles Epifânio, Diofanto, Heféstio, Proerésio e Tusciano, lutaram contra aqueles de Apsines e foram perseguidos diante do procônsul. Juliano legou sua residência em Atenas, onde deu aulas particulares, para Proerésio. Alguns autores modernos sugerem que Juliano foi autor de algumas cartas escritas no começo do século IV e falsamente atribuídas ao imperador Juliano, o Apóstata (r. 361–363), o que faria-o membro do círculo de Jâmblico.